# Warpath
Warpath – drugi album studyjny amerykańskiej grupy muzycznej Six Feet Under. Wydawnictwo ukazało się 9 września 1997 roku nakładem wytwórni muzycznej Metal Blade Records.
W ramach promocji do utworu "Manipulation" został zrealizowany teledysk. Płyta zadebiutowała na 35. miejscu listy Top Heatseekers w Stanach Zjednoczonych.

## Lista utworów
1. "War Is Coming" – 3:15
2. "Nonexistence" – 3:34
3. "A Journey Into Darkness" – 2:17
4. "Animal Instinct" – 4:49
5. "Death Or Glory" – 2:52
6. "Burning Blood" – 3:58
7. "Manipulation" – 2:51
8. "4:20" – 4:20
9. "Revenge Of The Zombie" – 2:50
10. "As I Die" – 3:54
11. "Night Visions" – 3:07
12. "Caged And Disgraced" – 3:34